# 君のままで (テレビドラマ)
『君のままで』（きみのままで）は、2000年12月4日から2001年2月2日にTBS系の「ドラマ30」枠で放送されたテレビドラマ。全39回。製作はMBS。

## あらすじ
阪神・淡路大震災で夫と次男を失った鈴木愛子は、長男の慎一と共に東京へ引っ越す。だが、慎一は学校でいじめを受け、不登校になってしまう。愛子は悩んだ末、元小学校教師という経歴を生かして、お好み焼き屋の2階でフリースクール「ロビンソン」を始めることにする。ただ、三森文也は姉と同じ小学校に通うが、4年生の10月末からいじめられて、少人数の不登校児専門の小中学校に転校してしまう。

## スタッフ
- 脚本：坂田義和
- 演出：日高英雄、竹園元、古賀敏仁
- 製作：青井邦臣
- プロデューサー：日高英雄、池田仁美
- 音楽：土井淳

## キャスト
- 鈴木愛子：床嶋佳子
- 鈴木慎一：熊淵卓
- 鈴木晴代：中原ひとみ
- 鈴木慎太郎：うじきつよし
- 山根幸江：山下容莉枝
- 山根千秋：岸田奈緒美
- 石岡広造：原哲男
- 大原徹子：李麗仙
- 園村克夫：阿藤海
- 園村恵美：藤岡みなみ
- 岡田将太：高村剛史
- 西島透：大島康経
- 西島の父：稲健二
- 林和樹：青木優典
- 杉山ゆかり：古市愛
- 宮尾里菜：奥本絵美
- 宮尾の父：ホープユタカ
- 宮尾貴子：湖条千秋
- 八木春人：田中貴広
- 三森文也：西本圭輔
- 美智子：衣通真由美
- 登：戸田克樹
- 文也の担任：朝倉伸二
- 小路佳奈
- 鈴木健介
- 藤本幸広
- 妹尾和夫

## 主題歌
- 宇都美慶子「you've got a mail」